# Amphiglossus melanurus
Amphiglossus melanurus (Günther, 1877) è un sauro della famiglia Scincidae, endemico del Madagascar.